# Ośrodek Duszpasterstwa Akademickiego „W Sercu”
Zasugerowano, aby zintegrować ten artykuł z artykułem Kościół Najświętszego Serca Pana Jezusa w Szczecinie (dyskusja). Nie opisano powodu propozycji integracji.
Ośrodek Duszpasterstwa Akademickiego „W Sercu” (ODA „W Sercu”) – duszpasterstwo akademickie przy Sanktuarium Najświętszego Serca Pana Jezusa przy Placu Zwycięstwa w Szczecinie.

## Historia
Początki powstania ODA „W Sercu” sięgają roku 1966, kiedy do Szczecina przybył ks. Grzegorz Okroy TChr. W tym roku rozpoczął on tworzenie duszpasterstwa akademickiego. Jednak oficjalnie zadanie opieki duszpasterskiej nad młodzieżą akademicką władze kościelne powierzyły ks. Okroyowi w 1967.
Obecnym duszpasterzem jest ks. Marcin Stefanik TChr.

## Działalność
W ramach Ośrodka funkcjonuje wiele inicjatyw, m.in. Akademickie Laboratorium Wiary, Chór Vox Cordis, schola „20”, Klub Myśli Swobodnej, Klub Filmowy „Liczydło”, inicjatywa „Od Serca”, Rzeczpospolita Poetycka, Kawiarenka Akademicka, Szkoła Duchowości, Akademicki Krąg Biblijny, Post-akademicki Krąg Biblijny „Diaspora”, grupa modlitewna Taize, ODA TV, Redakcja Gazety „W Sercu”. Ośrodek sprawuje również opiekę nad Świetlicą Środowiskową „Promyczek” oraz Klubem Młodzieżowym „Baza” działającymi w ramach Stowarzyszenia Przyjaciół Duszpasterstwa Akademickiego „Razem”.